# Bristede Strenge
Bristede Strenge er en dansk stum romantisk dramafilm fra 1913 produceret af Kinografen efter manuskript af Martha Ottosen. Filmens instruktør er ukendt. Filmens hovedroller spilles af Einar Zangenberg og Edith Buemann Psilander.
Filmen havde dansk premiere den 6. marts 1913 i Kinografens egen biograf på Frederiksberggade i København.

## Handling
En violinvirtuos berømmes for sit spil. Hans hustru Esther overværer alle hans koncerter, men en dag får han et hjertetilfælde og dør. Men lige inden han udånder, forærer han hustruen sin kunstnersjæl, indtil hun finder en anden. Hustruen er herefter virtuos på violinen, og hun optræder for fulde huse. Doktor Holm overværer hendes koncerter og bliver forelsket i Esther, der under en koncert til sidst giver efter for kærligheden. Straks herefter brister violinens strenge, og hendes kunstnersjæl går bort, men hun har fundet en ny kærlighed.

## Medvirkende
- Einar Zangenberg som Leyden, violinvirtuos
- Edith Buemann Psilander som Esther, Leydens hustru
- Anton de Verdier som Doktor Holm
- Peter Kjær som Impressario